# پی. جی. واشنگتن
پی. جی. واشینگتن (انگلیسی: P. J. Washington؛ زادهٔ ۲۳ اوت ۱۹۹۸ ‏(۲۶ سال)) بازیکن بسکتبال اهل ایالات متحده آمریکا است.
از باشگاه‌هایی که در آن بازی کرده است می‌توان به بسکتبال مردان کنتاکی وایلدکتز اشاره کرد.
وی در مسابقات کشوری و بین‌المللی در مجموع برندهٔ ۱ مدال طلا، ۱ مدال برنز شده است.